# Парк природе Полој
Парк природе Полој јесте законом зашитећено подручје Републике Србије.
Поступак заштите покренут је 2019. године. Поступак заштите покренут је 2020. године.
Налази се у северном делу Срема дуж десне обале тока Дунава између Нештина и Нештинске аде са једне стране и Лединаца на истоку. Територијално припада општинама Бачка Паланка, Беочин и Петроварадин.
Подручје чине Сусечки полој и Беочински полој. Полоји се простиру на површини вишој од две хиљаде хектара.
Ради се о ретком примеру очуваног ритског предела изложеног слободном плављењу. Предео представља мањи остатак раније знатно распрострањенијег комплекса водених и влажних станишта и ритских шума. Предвиђено је да парк има другу категорију заштите.
Подручје ПП „Полој” налази се у обухвату међунарадно значајог подручја за биљке (IPA/Important Plant Area), које према Уредби о еколошкој мрежи припада eколошки значајном подручју под редним бр. 14 – „Фрушка Гора и Ковиљски рит”, као и еколошког коридора од међународног значаја реке Дунав у Републици Србији.